# Trifolium euxinum
Trifolium euxinum är en ärtväxtart som beskrevs av Michael Zohary. Trifolium euxinum ingår i släktet klövrar, och familjen ärtväxter. Inga underarter finns listade i Catalogue of Life.